# Пеганки
Пега́нки, или о́гари (лат. Tadorna), — род водоплавающих птиц семейства утиных, обитающих в восточном полушарии. Образом жизни во многом напоминают гусей, значительную часть времени проводят на суше. У большинства видов имеются незначительные различия в окрасе самок и самцов. Общая черта в оперении — характерный окрас верхней части крыла, особенно хорошо заметный в полёте: чёрные первостепенные и второстепенные маховые, белые кроющие (образуют широкое поле), и хорошо заметное зелёное «зеркало». Другие отличительные признаки — относительно длинные ноги, расположенные ближе к переду, прямая походка и короткий клюв.
Корм добывают на воде и на суше, питаются небольшими прибрежными животными — ракообразными, улитками и т. п., а также вегетативными частями растений. Несмотря на разнообразные схемы классификации отряда гусинообразных, все авторы включают пеганок, наряду с некоторыми другими группами птиц, в трибу Tadornini. В орнитофауне России встречаются два вида из рода: пеганка и огарь. Ещё один вид, хохлатая пеганка, не наблюдался с середины XX века, однако занесён в Красную книгу России как вид, находящийся под угрозой исчезновения.

## Классификация
Международный союз орнитологов выделяет пять современных и один вымерший вид:
- Пеганка (Tadorna tadorna)
- Огарь (Tadorna ferruginea)
- Сероголовый огарь (Tadorna cana)
- Австралийская пеганка (Tadorna tadornoides)
- Новозеландский огарь (Tadorna variegata)
- † Хохлатая пеганка (Tadorna cristata) (последний раз наблюдали в 1964 году, МСОП считает вид CR[4])

Пеганку-раджу, ранее относимую к этому роду, по результатам филогенетических исследований выделили в самостоятельный род Radjah.